# Waterloo Sunset
«Waterloo Sunset» (en españolː«Anochecer de Waterloo») es una canción de la banda británica The Kinks, lanzada como sencillo por primera vez en mayo de 1967. Fue incluida en su sexto álbum de estudio, Something Else by The Kinks. Fue compuesta por el principal letrista de la banda, el cantante Ray Davies. Es una de las canciones más conocidas del grupo y una de las más populares de su momento. Fue incluida en la lista Las 500 mejores canciones de todos los tiempos de la revista Rolling Stone. Fue interpretada en vivo por Ray Davies en la ceremonia de clausura de los Juegos Olímpicos Londres 2012.

## Historia
La letra describe a dos amantes pasando por un puente y consiste en una historia narrada por un observador que habla de la pareja, el Río Támesis y la Estación de Waterloo. Se rumoreó que la canción se había inspirado en el romance entre dos celebridades británicas de la época, los actores Terence Stamp y Julie Christie. Ray Davies lo negó en su autobiografía y afirmó en una entrevista de 2008: «Era una fantasía sobre mi hermana yéndose con su novio a un nuevo mundo y luego emigrarían e irían a otro país».

## Grabación
Pese a su complejo arreglo, las sesiones para «Waterloo Sunset» duraron solamente diez horas; Dave Davies comentó luego sobre la grabación: «Pasamos mucho tiempo tratando de obtener un nuevo sonido de guitarra, para dar una sensación única al tema. Al final usamos un efecto de eco, pero sonaba novedoso porque nadie lo había hecho desde la década de 1950. Recuerdo que Steve Marriott de Small Faces vino y nos pregunto de dónde habíamos sacado ese sonido. Fuimos casi una tendencia por un rato».

## Recepción crítica
El sencillo fue uno de los éxitos más grandes del grupo en el Reino Unido, alcanzando el número dos en la lista de Melody Maker y se convirtió en uno de sus temas más populares y conocidos. El crítico musical Robert Christgau la llamó «la canción más bella en lengua inglesa» y el editor del portal Allmusic Stephen Thomas Erlewine la citó como «probablemente la canción más hermosa de la era del rock and roll».